# 澳洲異齒䲁
艾倫氏異齒䲁（學名：Ecsenius australianus），又稱艾倫氏無鬚䲁，為輻鰭魚綱鳚形目䲁科異齒䲁屬的一種，分布於西太平洋澳洲大堡礁海域，本魚體延長，稍側扁，似圓柱狀；頭鈍短。前鼻孔具一鼻鬚；無眼上鬚及頸鬚，齒門牙44至51顆，後犬齒，兩側各一個，側線無垂直孔對，身體背部三分之二的部分呈紅褐色，有兩排白色斑點，腹側三分之一為白色，一條帶有白色邊緣的紅褐色條紋從鰓蓋後端穿過眼睛，背鰭硬棘12枚、背鰭軟條13-15枚、臀鰭硬棘2枚、臀鰭軟條15-17枚，體長可達6公分，棲息在珊瑚礁，雌魚產附著性卵，雄魚有護卵行為，幼魚為浮游性，生活習性不明。